# Piotr Szwabe
Piotr Szwabe (ur. 11 maja 1975 w Gdyni) – artysta, malarz ścienny i sztalugowy, poeta, instalator form przestrzennych, kurator, stypendysta kulturalny Miasta Gdańska i Marszałka Województwa Pomorskiego.

## Życiorys
Współtwórca trójmiejskiej formacji artystycznej "Pracownia Ludzie Gdańsk" (aktywny udział 1998–2000) oraz malarskiej grupy SAM im. Vincenta Van Gogha (aktywny udział 2003–2006). Jego obrazy znajdują się w prywatnych kolekcjach w Polsce i za granicą.

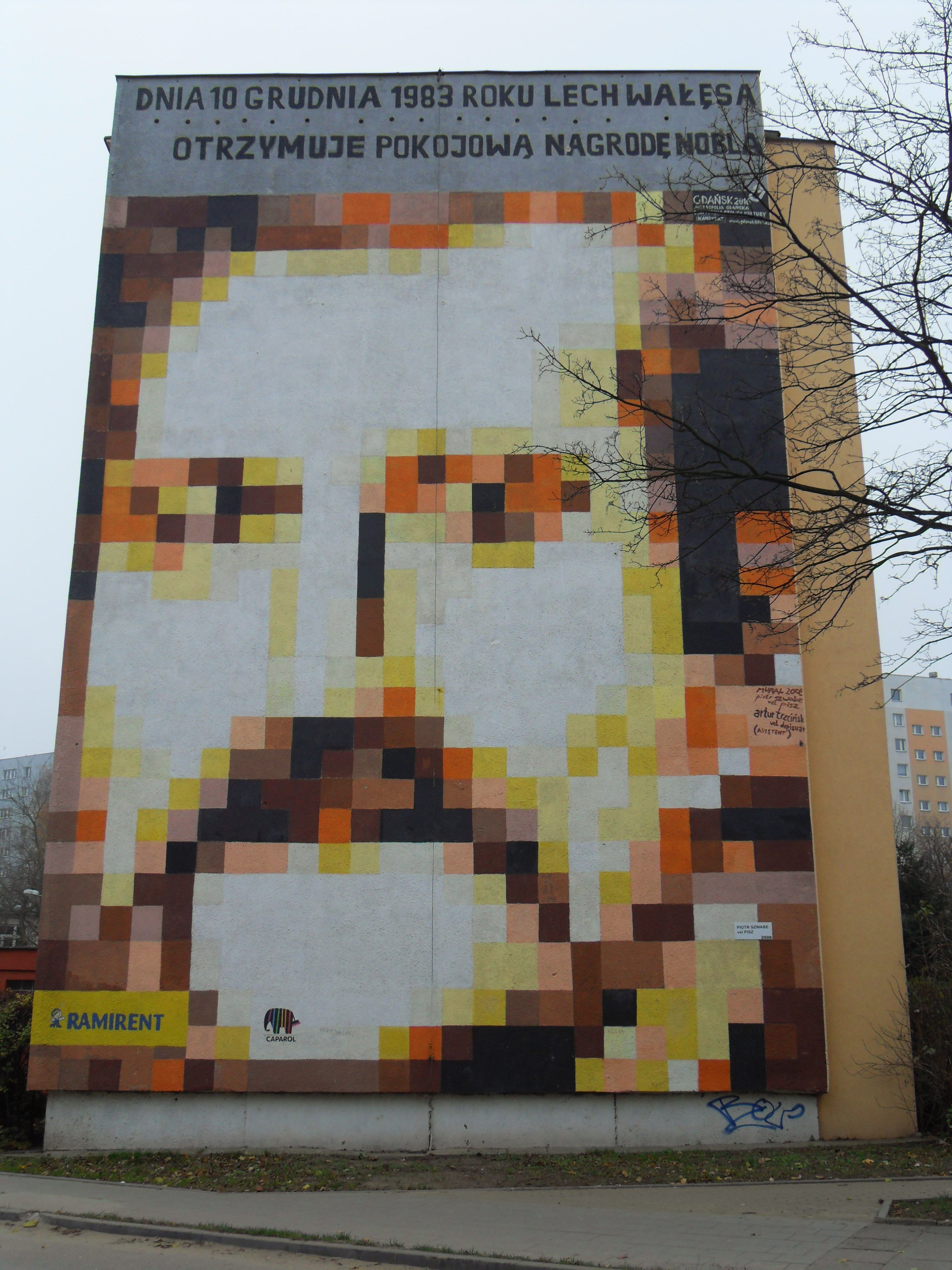
Mural autorstwa Piotra Szwabe w gdańskiej dzielnicy Zaspa-Młyniec

## Ważniejsze wystawy indywiualne, zbiorowe i realizacje przestrzenne
- 1997 – Trinity Gallery, Londyn[4]
- 1997 – College of Art, Londyn
- 2001 – "Bilet z Gdańska", Galeria Koło, Gdańsk
- 2002 – "Pocztówka z kurortu", mural dla Miasta Sopot
- 2002 – Modelarnia/Wyspa – sex, sztuka i kasety video, Gdańsk
- 2003 – malarska grupa SAM, Bałtycka Galeria Sztuki, Ustka
- 2003 – projekt "Wieżowiec", malarska grupa SAM im. Vincenta Van Gogha, murale na klatce schodowej  w bloku na Głębokiej 12 w Gdańsku
- 2004 – projekt "Przesyt", Centrum Sztuki Współczesnej Zamek Ujazdowski, malarska grupa SAM im. Vincenta Van Gogha, Warszawa
- 2004 – Naprawdę SAM, Pałac Opatów/Muzeum Narodowe, Gdańsk
- 2004 – "AMERIKA OK" – garaż Agnieszki W (akcja), malarska grupa SAM im. Vincenta Van Gogha, Gdańsk
- 2005 – "ABSTRAKCJA, IDEALIZM?", malarska grupa SAM im. Vincenta Van Gogha, Kolonia Artystów Stocznia, Gdańsk
- 2005 – "Zaginieni w akcji" (akcja/interwencja), malarska grupa SAM im. Vincenta Van Gogha, Centrum Sztuki Współczesnej Łaźnia, Gdańsk
- 2005 – Gentelmens Story Club, Centrum Kultury Zamek, Poznań
- 2005 – "Podróż na Północ" (interwencja publiczna), malarska grupa SAM im. Vincenta Van Gogha, Rantansalmi, Finlandia
- 2006 – wystawa w Galeria Inner Spaces, Poznań
- 2008 – realizacja muralu na XXV rocznicę przyznania Nagrody Nobla Lechowi Wałęsie, Gdańsk-Zaspa
- 2009 – Monumentalart, realizacja muralu podczas Europejskiego Festiwalu Malarstwa Monumentalnego, Gdańsk-Zaspa
- 2010 – Galeria Ego, Poznań
- 2010 – realizacja banera związanego z obchodami XXX-lecia powstania Solidarności-Gdańsk Stocznia
- 2011 – happening "Pullup", Gdańsk Zaspa
- 2011 – instalacja-fontanna "Polska", Gdańsk Zaspa
- 2011 – happening malarski "Ludzie Św. Jana", Kościół Św.Jana, Gdańsk
- 2013 – wystawa malarska "Wytrzepana przestrzeń spod gardła, Galeria Fibak, Warszawa